# Legé
Legé är en kommun i departementet Loire-Atlantique i regionen Pays de la Loire i nordvästra Frankrike. Kommunen ligger i kantonen Legé som tillhör arrondissementet Nantes. År 2022 hade Legé 4 769 invånare.

## Befolkningsutveckling
Antalet invånare i kommunen Legé
| Referens: INSEE |